# Dactylispa melanocera
Dactylispa melanocera es una especie de insecto coleóptero de la familia Chrysomelidae.
Fue descrita científicamente en 1961 por Chen & Tan.